# Vének támadása
A Vének támadása (Grey Dawn) a South Park című rajzfilmsorozat 106. része (a 7. évad 10. epizódja). Elsőként 2003. november 5-én sugározták az Egyesült Államokban.

## Cselekmény
|  | Alább a cselekmény részletei következnek! |

A South Park-i piacon Maxi atya tart megemlékezést, miután egy idős autóvezető nyolc embert gázolt halálra, de a szertartás egy másik, szintén nyugdíjas sofőr miatt megszakad. Stan Marsh megkérdezi apjától, Randy-től, hogy az idősek miért vezethetnek, amikor olyan sok balesetet okoznak. Randy nyugdíjas apja, Marvin Marsh ezt meghallja és tiltakozni kezd.
South Parkban ezután még több tragédia történik, mind idős autóvezetők miatt. Az idősek ekkor megbeszélést tartanak a helyi közösségi házban, de mindig elfelejtik, tulajdonképpen miért is gyűltek össze. Randy elborzadva jön rá, hogy a gyűlés végeztével a nyugdíjasok egyszerre fognak autóba ülni és hazaindulni. Gyorsan figyelmezteti a többi lakost és még éppen időben sikerül megmentenie fiát és annak barátait, majd egy elhagyott házban találnak menedéket a felelőtlen módon vezetett autók elől. 
Az esemény után, melynek több halálos áldozata is volt, bevonják az idősek jogosítványát. Marvin ebbe nem törődik bele és autóba ül, unokája, Stan és a többi gyerek társaságában. Barbrady felügyelő azonban megállítja, majd a jogosítvány hiánya miatt börtönbe küldi Marvint, Randy pedig apja makacssága miatt vonakodik kifizetni az óvadékot. Marvin ekkor közli, hogy az Amerikai Nyugdíjasok Egyesületének (AARP) alakulatai már úton vannak South Park felé.
Miközben Mr. Garrison történelemórát tart, az iskolaudvarra felfegyverzett nyugdíjas ejtőernyősök ereszkednek le, akik túszokat ejtenek, és az idősek otthonában élő bajtársaikat is kiszabadítják. Az idősek közlik követeléseiket: vissza akarják kapni jogosítványukat, több egészségügyi támogatást kérnek és azt, hogy a gyerekek ne gördeszkázhassanak a járdán. Hogy bizonyítsák szándékuk komolyságát, néhány foglyot meg is ölnek. Az AARP vezetősége úgy dönt, South Park után az egész országot elfoglalják és minden 65 év alatti személyt kivégeznek.
Stan, Kyle, Cartman és Kenny titokban meglátogatja a fogságban tartott felnőtteket, akiktől megkérdezik, miért nem szállnak szembe a fogvatartóikkal. Randy elmondja nekik, hogy az idősek reggelente túl korán kelnek fel, ezért esélyük sincs ellenük, de a gyerekek képesek lennének valamit tenni (mivel ők is korán kelnek). Stanék a környező hegyekben bújnak el és szüleik megmentése érdekében haditervet szőnek. Cartman indítványozza, hogy az idősek utánpótlását kellene megtámadni, pontosabban a sarki kifőzdét, ahol minden városi nyugdíjas ebédel. Cartman terve az, hogy bombát szerelnek Kyle testére, majd beküldik az épületbe, de Stan egyszerűen azt javasolja, zárják be belülről a kifőzde ajtaját és ne engedjenek be senkit.
A tervük tökéletesen működik, mert a nyugdíjasok nem jutnak be az ebédlőbe, az éhség miatt elgyengülnek, így könnyűszerrel lefegyverezhetővé válnak. Stan összefoglalja az események tanulságát; Randy-nek nem lenne szabad gyerekként kezelnie apját, Marvinnak pedig büszkének kéne lennie arra, hogy idős, de azt is be kell látnia, hogy a volán mögött ülve életveszélyessé válik.

## Utalások
- Az epizód cselekménye és eredeti címe (Grey Dawn – szó szerint „Szürke hajnal”) egyenes utalás a Vörös hajnal című 1984-es filmre, melyben a szovjetek lerohanják az Egyesült Államokat és többek közt egy coloradói kisvárost is elfoglalnak. Számos motívum hivatkozik erre a filmre, például az iskolaudvarra leereszkedő ejtőernyősök, a fogolytáborokba zárt városlakók és a hegyekben ellenállást szervező gyerekek.
- Az epizód apropóját egy 2003 júliusában történt tragédia adta, melyben egy nyolcvanhat éves autóvezető, George Russell Weller a kaliforniai Santa Monicában tíz embert gázolt halálra egy zsúfolt piacon.
- A Stark’s-tónál lezajló incidens alatti háttérzene hasonlít arra, amely az 1975-ös Cápa című filmben hallható.

## Érdekességek
- Amikor Nagyapa szól a fiúknak, hogy szálljanak be az autóba a hátsó kocsiajtó ablakában látszik egy UFO.

## Külső hivatkozások
- Vének támadása Archiválva 2008. március 25-i dátummal a Wayback Machine-ben a South Park Studios hivatalos honlapon
- Vének támadása az Internet Movie Database oldalon (angolul)